# Hatris
Hatris (ハットリス?, Hattorisu) è un videogioco di genere rompicapo sviluppato da Aleksej Leonidovič Pažitnov per Bullet-Proof Software. Nel 1990 venne pubblicato in versione da sala giochi dalla Video System Co., successivamente in versioni per Game Boy, Nintendo Entertainment System, NEC PC-9801 dalla Bullet-Proof e per PC Engine dalla Micro Cabin. Il titolo è un gioco di parole tra hat ("cappello" in inglese), poiché consiste nel combinare pile di cappelli, e Tetris, celebre rompicapo con il quale ha delle somiglianze.

## Modalità di gioco
Hatris ha una modalità di gioco simile a quella di Tetris, precedente creazione di Pažitnov, ma in questo gioco i tetramini vengono sostituiti da coppie di cappelli di diverse forme e colori. Il giocatore può spostare lateralmente i due cappelli affiancati mentre cadono giù e li può scambiare di posto tra loro. Per essere eliminati dalla schermata e contribuire alla crescita del punteggio, come appunto avviene in Tetris, cinque cappelli dello stesso stile devono essere impilati consecutivamente su una delle sei teste presenti sul fondo dello schermo. Quando solo uno dei cappelli raggiunge una pila sottostante e si ferma, il secondo cappello può ancora essere spostato da solo, finché non si appoggia anch'esso su un'altra pila. Il tutto è reso più difficile dal diverso modo di impilarsi dei vari cappelli tra di loro, a seconda di forma e altezza. La partita termina se una pila cresce fino all'altezza massima.
Nella versione arcade è possibile la partita a due giocatori in simultanea, ciascuno con una propria area di gioco separata.

## Accoglienza
In Giappone, Game Machine, nella sua uscita del 1º giugno 1990, mise la versione arcade di Hatris alla diciottesima posizione tra i giochi da sala più redditizi dell'anno.
Entertainment Weekly diede a Hatris per Game Boy una "A", scrivendo: "Dopotutto, c'è una cura per la dipendenza da Tetris. È Hatris, un'abitudine ancora più difficile da mandare via".
Le riviste italiane K e Computer+Videogiochi valutarono molto positivamente le versioni Game Boy e PC Engine rispettivamente.

## Eredità
Hatris non fu mai convertito per i computer occidentali, ma a breve distanza di tempo uscirono alcuni cloni: Pot Panic, piuttosto fedele nel funzionamento, ma basato su oggetti da cucina anziché cappelli, e Zack!, che rimane sul tema dei cappelli, ma ha delle varianti nel funzionamento. Anche Mario & Yoshi è simile, sebbene anziché spostare gli oggetti che cadono, il giocatore sposta le pile sottostanti.